# Kölcsönhatóbozon-modell
A magszerkezet közelítő leírására – a már ismert héj- és geometriai modell mellett – léteznek olyan elméletek, amelyek a mag szimmetriaviszonyait veszik alapul. Ennek egyik példája a kölcsönhatóbozon-modell (angolul Interacting Boson Modell, IBM). A modell az atommagok héjmodelljére alapozva a középnehéz és nehéz atommagok egyes csoportjainak alacsony gerjesztési állapotaira ad leírást.

## Története

### Kezdete
Az atommag reprezentációja teljesen a kvantummechanikára alapozott, számos interdiszciplináris területet érint, mint az atomfizika, poliatomos rendszerek vagy a molekulafizika tárgyköre. Köszönhetően a – ma világszerte jelen lévő – magas színvonalú kutatóközpontoknak, hogy ezek közül csak néhányat említsünk: a RIKEN Japánban, a FRIB és a TRIUMF Észak-Amerikában, vagy a CERN, GANIL, GSI Európában hozzájárult ahhoz, hogy extrém instabil részecskék, egzotikus magok számos típusát fedezték fel és írták le az utóbbi évtizedek alatt, tucatnyi eddig ismeretlen megjelenségről számoltak be. A legelső átütő sikerű és rendkívül hasznosnak bizonyuló elmélet Mayer és Jensen függetlenrészecske- vagy héjmodellje volt, melynek egyik sarokköve az ún. mágikus számok felfedezése. A multi-fermionos dinamikai rendszerek közelítése leginkább Rainwaterhez (1950) kapcsolódik, a geometriai modell Bohr és Mottelson érdeme és szintén alapvető a magfizikában. Egy részben más közelítést ad a kölcsönhatóbozon-modell, melyet 1974-ben Arima Akito magfizikus és Francesco Iachello elméleti fizikus alkottak, melyről először 1975-ben számoltak be.

### Hazai kutatások
A Debreceni ATOMKI-ban folynak kutatások a kölcsönhatóbozon-modell alkalmazásával. Egy 2015-ös beszámoló szerint az intézetben fenomenologikus és félmikroszkopikus algebrai modelleken alapuló kutatómunka zajlott, melyek esetén U(3) térbeli szimmetria állítja elő a magok gerjesztési spektrumát.

## Változatai

### Általános elmélet

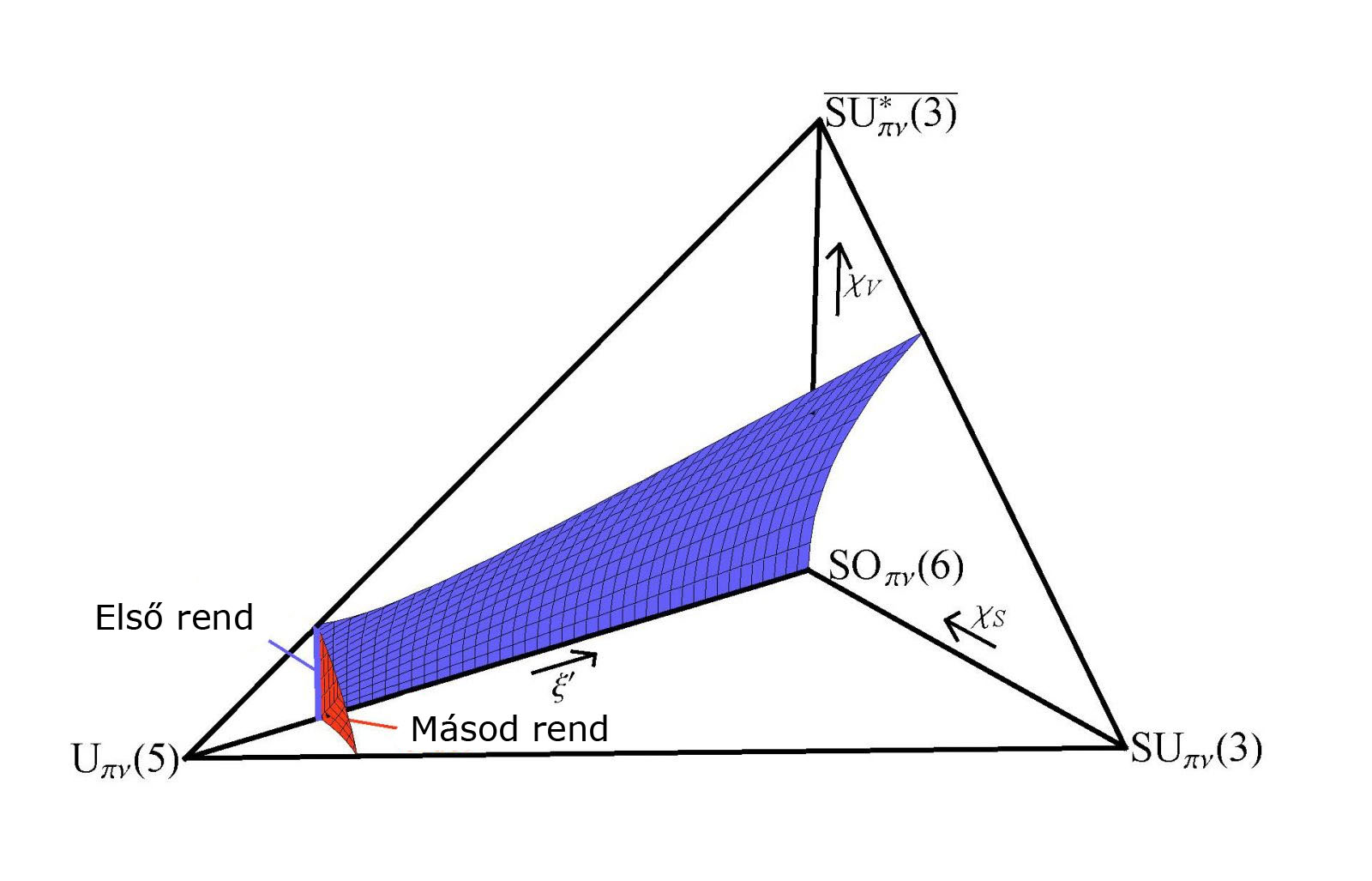
Proton-neutron kölcsönható bozon modell fázisdiagramja

A modell sikeresnek bizonyult a középnehéz és nehéz atommagok alacsony energiaszintű gerjesztéseinek fenomenológiai leírásában. Eredetileg ez a megközelítés ún. SGA-módszereket használ a folyadékcsepp-modell ötdimenziós vibrációs és rotációs mozgásainak leírására.
Általánosságban, ha {\displaystyle \nu } a dimenziószám, akkor az ennek megfelelően a modellben leggyakrabban használt öt- vagy háromdimenziós alkalmazások szerint az SGA {\displaystyle U(\nu +1)}, vagyis ennek megfelelően {\textstyle U(6)} vagy {\displaystyle U(4)}. Ebben a modell megközelítésben például a Hamilton-operátor vagy más operátorok Lie-algebrai formát öltenek:{\displaystyle H=f(G_{\alpha })}.

### IBM (1) model
A modell alapfeltevése szerint a zárt héjak nem vesznek részt az atommag gerjesztésben, a vegyérték protonok és neutronok s és d bozonokba csoportosulnak. Az s bozonok impulzusnyomatéka L = 0, a d bozonoké L = 2. A bozonok közti kölcsönhatások tipikusan csak legfeljebb kéttest-kölcsönhatásig terjednek. Fontos tudni, hogy az egész konfigurációs tér behatárolásával a gerjesztésben részt vevő bozonok száma rendkívül behatárolt a héjmodellhez képest, olyannyira, hogy bizonyos állapotoknak a lehetséges száma akár 10 nagyságrenddel is csökkenhet. A véges bozonszám következményeit a kísérletek utólag igazolták. A modell egyik nagy előnye, hogy mind a rotációs sávok számos tulajdonságát magyarázni tudja, emellett összhangot tudott teremteni más modellek – pl. a héjmodell – alapkoncepciói közt, és azokból kiindulva magfizikai jelenségeket értelmezett újra. A geometriai modellel párhuzamba vonva, a két tárgyalásmód hasonlóan jó közelítést adnak. Az IBM (1) főleg numerikus alkalmazásokban jelent előnyt, azonban megjegyzendő, hogy egyedi magokra sok esetben a geometriai modell megfelelőbb, mint az IBM.

### IBM (4) modell
Az IBM(4) a kölcsönhatóbozon-modell legalaposabban kidolgozott típusa, amely minden egyes atommagot az unitér SGA-algebra szimmetrikus reprezentációjaként ír le. A bozonok pálya-impulzusmomentumot (l = 0,2), belső spint (s) és izospint (t) kapnak, amelyekre csak az {\displaystyle (s,t)=(0,1)} és {\displaystyle (s,t)=(1,0)} átmenet megengedett. Az IBM(4) modell egy másik reprezentációja az ún. SU(4) algebra, amely hasonló a könnyű magokra vonatkozó Wigner-féle szupermultiplet algebrához. Az egyik legmeghatározóbb aspektusa a modellnek, hogy az érvényessége általános lehet a fermionok közelítő absztrakciójában (pl. LS-coupling).
Az IBM egyik legfontosabb jellemzője, hogy nagy bozonszám esetén egyezést mutat a geometriai reprezentációkkal. Felmerült, hogy létrehozható-e egy bázis, vagy valamilyen Hamilton-operátor az IBM-ben, amely a szuperdeformált geometriai modell (DL4S, displacement of levels by 4 units) eredményeit reprodukálni tudná. Noha a DL4S egy kvadrupól kombináció, megfigyelhető szuperdeformált sávrendszerben, az s, g és d bozonok természete ennek ellenére nem tisztázott.

## Az IBM Hamilton-operátora
A rendszer energiájának explicit kifejtésénél nem szorítkozunk arra, hogy az atommagi állapotokat teljes mértékben számításba vegyük. Az aktív bozon kinetikus (U) és helyzeti (T) energiája, a bozon Hamilton-sajátenergiája: {\textstyle (T^{(1)}+U^{(1)})\mid b_{lm}\rangle =H^{(1)}\mid b_{lm}\rangle =\epsilon _{lm}\mid b_{lm}\rangle },
ahol {\displaystyle l} index a bozon impuzusmomentuma, m index az állapotot leíró kvantumszám. Minthogy a térbeli tengelyek kevéssé dominálnak ebben a kontextusban, a sajátenergia nem függ m-től, ennek értelmében a bozonokra vonatkozó energia {\displaystyle \epsilon _{s}} és {\displaystyle \epsilon _{d}}. A rendszer teljes energiája {\displaystyle \epsilon _{s}n_{s}+\epsilon _{d}n_{d}}, amelyben n operátor. A két – egymással kölcsönhatásban lévő – aktív bozont egy kétbozon-operátorral írjuk le és egyesítjük a Hamilton-operátorral:
{\displaystyle {\frac {1}{2}}\sum _{i=1<j}^{N}\displaystyle W_{i,j}={\frac {1}{2}}\sum _{f,g,p,q=1}^{6}\displaystyle \langle fg|w|pq\rangle b_{f}^{+}b_{g}^{+}b_{p}b_{q}}.

## Elektromágneses átmenet az IBM-ben
Atommagok gerjesztett állapotból elektromágneses sugárzás révén alacsonyabb energiaszintre kerülhetnek. Az IBM esetén célszerű számba venni a kölcsönhatást képző, az annihilációs, stb. operátorokat. 

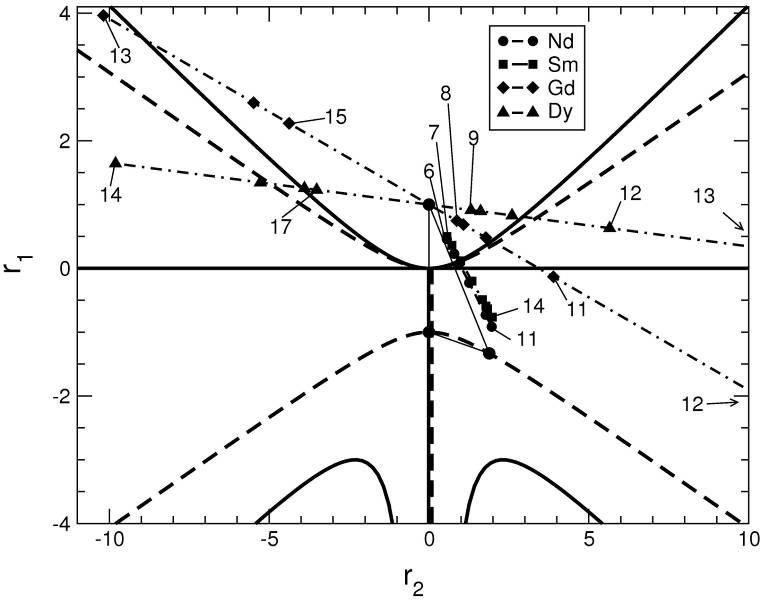
IBM modell fázisátmenetei és kritikus pontjai néhány elemnél

### Multipól sugárzás
A sugárzó atommag elektromágneses tere által képzett vektorpotenciál {\displaystyle {\underline {A}}({\underline {r}})}, melyet az {\displaystyle Y_{LM}({\underline {\rho }})} gömbharmonikus jellemez. Amikor a mag fotont bocsát ki, az impulzusmomentumot visz magával és a mag kezdeti {\displaystyle J_{i}} spinállapotának {\displaystyle J_{f}} állapotát idézi elő: {\displaystyle J_{i}+L\geq J_{f}\geq |J_{i}-L|}.
A multipól sugárzás kétféle típusa az elektromos és a mágneses, melyek főként az elektromágneses tér paritásában különböznek. Az elektromos multipól sugárzás az L értékekre pozitív paritású, míg minden másra negatív; a mágneses multipól sugárzás ellentétes értelmű. Az elektromos multipól sugárzás operátorát Brussaard és Glaudemans fejtette ki (1977) és azt a magas hullámhossztartomány közelítésében adták meg:
{\displaystyle O(E,L,M)=\textstyle \sum _{k=1}^{A}\displaystyle e(k)r(k)^{L}Y_{LM}({\underline {\rho }}(k))}.
Az operátor a teljes nukleonenergiát magában foglalja, e(k) a k-adik nukleon töltése. A gömbharmonikus megközelítésnek köszönhetően mindkét (elektromos- és mágneses) sugárzás tenzoroperátorként funkcionál.

## Korlátai
A IMB-modell alapjában véve a kísérleti eredmények egy részével és néhány elméleti megfontolással is szemben áll. Például a neutron és a proton közti felcserélési relációk figyelembe vétele más viselkedést feltételez. Néhány más modell eredményei arra engednek következtetni, hogy az IBM az N = Z állapotok leírásában korlátozottan működik.